# Isabelle Boulay
Isabelle Boulay (Sainte-Félicité, 6 de julio de 1972) es una cantante francófona del género pop, orientada en los últimos años al folk y al country. Inscripta en una larga tradición de cantantes con voces superlativas que caracterizó siempre a la música quebequense, Boulay se ha ganado un lugar de privilegio entre el público de Quebec y el de Francia, así como en el del resto del mundo francoparlante, tanto por su actividad artística como por sus condiciones personales, su don de gente, su humildad y su simpatía. Si bien casi todo su repertorio se desarrolla en lengua francesa, suele incluir algún tema en italiano y más asiduamente en inglés. Tiene el proyecto de realizar un álbum country en este último idioma aunque, según refiere, más para enriquecer su trayectoria personal que para intentar ganar el mercado anglófono.  Una gran parte de sus temas son reprises de las mejores canciones francesas de todas las épocas, aunque acostumbra introducir composiciones que encomienda a distintos autores de su círculo con quienes suele trabajar para esas creaciones. Muchas de las letras que interpreta despliegan una poesía en rima de características casi líricas. En los últimos años ha retornado a la música country, que ha sido de su preferencia desde siempre, y que ha llevado a la máxima expresión en el álbum “De retour à la source” (De regreso a la fuente, 2007), donde describe con emoción pasajes y personajes que marcaron su existencia en el Quebec profundo donde transcurrió su infancia. En la red se pueden encontrar videos de algunos dúos memorables de Isabelle Boulay junto a Gilbert Bécaud, Charles Aznavour, Francis Cabrel, Kenny Rogers, entre otros, inclusive un remix con Edith Piaf. En alguna oportunidad ha mencionado que le gustaría cantar en español en un film de Almodóvar. “Cuando estoy fuera de mi ambiente canto mejor. Me encanta viajar y conocer gente nueva”, ha dicho en una entrevista cuando visitó Túnez para un concierto. Ergo, se dice que para sus fanes hispanohablantes de España y, sobre todo, de esa América del Sur tan alejada de sus rutas habituales, la perspectiva de recibirla en concierto será siempre una posibilidad irrenunciable.

## Biografía

### Infancia rural
Nació en 1972 en la pequeña población rural de Sainte-Felicité (aprox. 2000 hab.) de la región francófona canadiense de Gaspésie, en Quebec, y es la mayor de tres hermanos. Se inició en el canto en la temprana infancia en el resto-bar de la aldea,  que era en ese entonces propiedad de sus padres, Raymond y Jocelyne Letorneau (foto), al borde de la carretera 132, frente al mar, sobre el estuario del río San Lorenzo. Allí, trepada sobre el jukebox donde los parroquianos escuchaban música, aprovechaba el micrófono de los grupos de música country que se acercaban a tocar allí y entonaba “Un verre sur la table” (Un vaso sobre la mesa) de Paul Daraîche” o “Le téléphone pleure”
 (Llora el teléfono) de Claude François, emocionando a todos los asistentes.
Para la música, ha tenido la suerte de contar con el apoyo del núcleo familiar, fundamentalmente con el de la tía paterna, Adrienne Boulay, quien le contagiará el amor por la música country y a quien, años más tarde, en el álbum  “De retour à la source” (De regreso a la fuente, 2007) Isabelle le dedicará la canción que llevará el nombre de esta entrañable tía. Adrianne, que había sufrido una hemiplejía, podía sin embargo valerse por sí misma e incluso dar una mano a las gentes del lugar. La hoy célebre cantante recuerda a su tía como una persona llena de vida, asistiendo a la iglesia todas las tardes para después pasar a beber una copa por el bar. Ella y su madre, Emilia, la abuela paterna, son quienes en los hechos se harán cargo de la crianza de la pequeña Isabelle y serán aquellos discos de pasta de 45 rpm, que Isabelle escuchaba desde la mecedora en la habitación de su tía Adrianne, los que forjarán el gusto musical de la futura estrella.
El álbum "De retour à la source" es un retorno a su infancia en Sainte-Félicité, la pequeña aldea de leñadores donde la naturaleza se mostrará siempre en toda su crudeza, plasmada en los duros inviernos que caracterizan al país del norte y en el mar embravecido golpeando eternamente contra las grandes rocas costeras. Es en este álbum donde Isabelle rinde también un cálido homenaje a su padre, otrora héroe del pueblo en su función de bombero voluntario, quien, luego de un accidente automovilístico que lo dejara discapacitado, sin poder verse a sí mismo minusválido, sufrirá una depresión y se alejará del hogar para vivir solo en una cabaña en medio del bosque, hasta el momento de su muerte. Hombre modesto, que había conocido la pobreza más extrema junto a sus 13 hermanos, devenido en leñador, obrero, boxeador y finalmente dueño de un restaurante, levantó la casa familiar con sus propias manos y se extinguió demasiado pronto, frisando los 60 años, cuando ella sólo contaba 21 y comenzaba su camino hacia la celebridad. " ...Avec mon père et ma mère, / moi, ma sœur et puis mon frère / jadis tous ensemble, comme on étaient heureux. / Dans cette petite chaumière / battit des mains de mon père, valeureux... (Lui)" (...Con mi padre y con mi madre, yo, mi hermana y más tarde mi hermano, antaño todos juntos, cómo éramos de felices. En aquella pequeña cabaña que mi padre levantó con sus manos, valerosas…) (Él).
Durante su propia infancia, Isabelle también conoció épocas buenas y malas. Durante dos navidades, recuerda, la familia recibió canastas de ayuda, circunstancias que quedaron grabadas en su memoria porque aquello despertaba una sensación de fracaso personal para sus padres, afectando profundamente su dignidad, lo cual derivaba en un prolongado sentimiento de tristeza familiar,
A los nueve años es expulsada del coro local porque su voz anulaba a las del resto de sus compañeros. Durante esas épocas de infancia, será una prima quien la inscribirá en los primeros concursos de canto para amateurs en la Gaspésie natal.
Hasta los 11 años cantará con un grupo en los bares de la región. Su voz se hará escuchar también en los casamientos y en las pequeñas fiestas de su comunidad.
En esta época su familia abandona la pequeña aldea para trasladarse a la ciudad de Matane e Isabelle dejará de cantar en público.

### Adolescencia
A los 15 años llega para Isabelle su época de rebeldía. Se convierte en punk
.
Completado el ciclo de enseñanza media, y queriendo desplegar sus alas, será el tiempo de buscar la libertad y partir sola hacia la gran urbe. Se inscribe entonces en la preparatoria de la Universidad para estudiar Literatura en Limoilou, en la ciudad de Quebec.

### Carrera artística
1990
Pero en ese momento la canción se impondrá definitivamente en su camino. Algunos amigos la inscribirán en el Festival de canción de Petite-Vallée (provincia de Quebec), donde experimentará un importante suceso. Obtiene los premios a la mejor interpretación y a la cantante elegida del público. Contaba con 17 años. En esta circunstancia, el periodista Joselito Michaud entra en contacto con Boulay y le ofrece su colaboración para conducirla por el mundo de la música. Ella continúa con sus estudios pero después de algunos meses de reflexión acepta la proposición y Michaud será su mánager hasta 2002.
1991
Participará luego en el Festival Internacional de la canción de Granby, en Estrie (cerca de Montreal), en 1991, interpretando la canción “Ámsterdam” de Jacques Brel y “Naufrage” de Dan Bigras con la que obtiene el premio a la mejor interpretación. Este mismo año será la artista invitada en las FrancoFolies de Montreal.
Consecuencia de este suceso, Boulay desembarcará por primera vez en Francia, actuando en la primera parte del espectáculo de Bill Deraime en el teatro Déjazet de París. “Mi habitación tenía el tamaño de un placard pero yo había leído que Edith Piaf había nacido en ese mismo barrio, a unas cuadras de allí, y eso me conmovía”
.
1992
Actúa como corista del cantante quebequense Dan Bigras, realizando 75 conciertos durante 1992 y 1993.
1993
En agosto de 1993, representando a Radio Canadá, conquista en Francia el trofeo Truffe de Périgueux, concedido por la Comunidad de Radios Públicas francófonas. Este premio le permite ser tenida en cuenta por el productor y letrista Luc Plamondon que buscaba renovar el plantel de su óperar-rock “Starmanía”. Le propone el rol de Marie-Jeanne, creado para Fabienne Thibeault en 1978.
1994
En 1994, a los 22 años, presta su voz a la modelo Joëlle Morin que personifica a Alys Robi en la serie televisiva dedicada a la gran estrella quebequense de los años 40 y 50. Por las necesidades de la reconstrucción histórica, Isabelle intérprete fuera de ámbito los grandes éxitos de Lady Alys.
1995
Dotada ella misma para la comedia, Isabelle Boulay se suma a la compañía de Starmanía, versión 1995, donde sucede a Luce Duffault en el papel de Marie-Jeanne. Entre 1995 y 1998 realiza 350 representaciones lo cual le otorga una gran notoriedad tanto en Quebec como en Francia. Todo esto contribuye evidentemente a su despegue como solista, desde 1996.
1996
Aparece su primer álbum “Fallait pas” (No hacía falta) con composiciones del quebequés Daniel DeShaime.
Continúa en la ópera rock Starmanía. Participa también en las FrancoFolies de Montreal.
1997
Continúa en la ópera rock Starmanía y prepara su segundo álbum.
1998
Con canciones de France d’Amour, Luc Plamondon, Zazie y otros conocidos autores, lanza su segundo álbum, "Etats d’amour" (Estados de amor) por el cual recibe el disco de oro con 100 000 ejemplares vendidos.
El simple "Je t'oublierai" (Te olvidaré) es un éxito en Francia.
1999
Al suceso de "Je t'oublierai", se suma la hermosa canción “Le saule Archivado el 7 de junio de 2010 en Wayback Machine.”  (El sauce) que Franck Langolff escribirá para ella. Más de 200 000 ejemplares vendidos tanto en Canadá como en Francia.
Este año y durante los próximos cinco, recibirá el trofeo a la mejor intérprete en su región natal.
Francis Cabrel le permitirá a cantar en la primera parte de sus conciertos en el Zénith de París. Igualmente Serge Lama la invitará a participar de sus espectáculos en el Olimpia]
El título “Mieux qu’ici bas” (Mejor que aquí) vende 1 000 000 de ejemplares y ella se consagra como Revelación del año en Francia.
Recibe el premio Félix a la mejor intérprete femenina en la ceremonia anual de la Adisq (Asociación quebequense de la industria del disco, del espectáculo y del video).
2000
Tercer álbum, "Scènes d’amour" (Escenas de amor) en dúo con grandes intérpretes grabado en vivo en el concierto que Boulay ofrece en la gala de la ADISQ, en 1999)
Desde entonces, ella se gana un gran prestigio tanto en Quebec que en Europa. Conoce su mayor suceso en Francia en el año 2000, con el título Parle-moi (háblame).
Cuarto álbum El título “Mieux qu’ici bas” (Mejor que aquí).
2001
Ofrece su primer concierto como solista en el Olympia de París.
Conquista dos premios Victorias de la música a la artista revelación y al álbum revelación del año (Mieux qu’ici bas).
Gira por Quebec, Francia, suiza y Bélgica.
Tres premios Félix, a la mejor intérprete femenina, al mejor álbum (Mieux qu’ici bas) y al mejor espectáculo.
2002
Quinto álbum "Au moment d'être à vous" (En el momento de estar con ustedes), grabado en vivo con la Orquesta Sinfónica de Montreal, que la consagra definitivamente.
Premio Félix a la mejor intérprete femenina del año.
2003
Cuatro conciertos en el Olympia de París y año sabático.
En el Olympia conoce a [Johnny Hallyday], la estrella inoxidable del rock francés, quien le propone compartir escenario en su próximo espectáculo.
2004
En la velada "Cantemos juntos contra el SIDA" interpreta “Tout au bout de nous peines” en dúo con Hallyday.
Sexto álbum: "Tout un jour" (Todo un día), con títulos de diversos autores y compositores.
Gira de 6 meses por Quebec y Francia, resumen de 15 años de carrera.
2005
Continúa la gira iniciada en 2004. “Tout un Tour” lleva vendidos 300 000 ejemplares.
Concierto en el Olympia de París, donde graba en vivo su álbum “Du temps pour toi”
2006
Aparece su séptimo álbum: "Du temps pour toi".
En 2006, participa en el proyecto televisivo quebequense Le Cœur a ses raisons (el corazón tiene sus razones), parodia de shows a la estadounidense. Aparece en dos episodios junto a Marc Labrèche y Anne Dorval, interpretando el personaje de Googie McPherson, una azafata apasionada.
2007
“De retour à la source” (De regreso a la fuente) es su octavo álbum. No refleja simplemente la nostalgia por los tiempos de su infancia sino un retorno a la música country que ha amado siempre y que la acunara desde bebé, en la mecedora de su tía Adrianne.
2008
El 14 de febrero, el alcalde de su ciudad natal la condecora con la Medalla de la Asamblea Nacional de Quebec para su contribución a las Artes Escénicas.
En octubre de 2008 nace su primer hijo, Marcus.
Conquista 4 Premios Félix en la gala de la ADISQ (Asociación quebequense de la industria del disco, del espectáculo y del video). Concretamente como: Artista quebequense más reconocido fuera Quebec, Libretista de espectáculos de año, Intérprete femenina del año, así como al Intérprete del espectáculo de año.
Noveno álbum, "Nos lendemains" (Nuestros tiempos por venir). El tema que da título al álbum es una adaptación de la canción country de Ron Sexsmith "Tomorrow in her eyes".
2009
En noviembre aparece su décimo álbum “Chansons pour les mois d’hiver”  (Canciones para los meses de invierno). Realizado por Marc Pérusse, este nuevo opus está dedicado a la temporada más fría del año, que Boulay valora más que a ninguna otra. “En invierno, me encanta retornar a mi crisálida familiar, con las mejillas rojas por el frío intenso. Es n este ambiente tanto de amabilidad y de celebración que ofrezco este álbum”, dice. Las 11 piezas de “Canciones para los meses de invierno”, son principalmente remakes de aires más o menos conocidos como "Patinador» de Julien Clerc, “La amistad Archivado el 7 de junio de 2010 en Wayback Machine.” de la legendaria Françoise Hardy), “Je reviens chez nous” (Vuelvo entre nosotros) de Ferland o “Hors-saison” (fuera de temporada) de Francis Cabrel. En cambio, el título emblemático del álbum correspondiente es original; le ha escrito por Steve Marin.
Acaso conmovida aún por el reciente nacimiento de su primer hijo y sensible a la crisis económica global de 2008, pero consciente de que ella es privilegiada, la intérprete declara que ha tenido la intención de entregarle a su público un conjunto de “canciones de cuna” pero para adultos. Todo apunta a abrigar y reconfortar el oyente en esos fríos inviernos canadienses. “Schefferville, le dernier train” (Schefferville, el último tren) fue el primer tema que se ganó un lugar en el álbum. Escrita por Michel Rivard, la balada se inspira en una pequeña aldea de la costa norte canadiense que fue desapareciendo paulatinamente a causa de que la empresa que daba vida al lugar abandonara sus operaciones mineras. Es un tema que viene a tocarla íntimamente porque ella también creció en una pequeña aldea, supeditada su suerte a los vaivenes de la economía del mundo. “Mi padre ha trabajado en obrajes hidroeléctricos y mis tíos eran pescadores y mineros”, declara (enlace roto disponible en Internet Archive; véase el historial, la primera versión y la última).. En Francia, la compañía discográfica lanza sólo una edición limitada alegando que el invierno francés no es el mismo que el canadiense.
En diciembre de 2009, isabelle Boulay es el artista invitada de la emisión de televisión quebequense La Petite Séduction (la pequeña seducción) difundida por la televisión de Radio-Canadá que lleva en la localidad de Fort-Coulonge, en la región de Pontiac.
2010
El 15 de enero de 2010, isabelle Boulay recibe un disco de oro por su álbum Chansons pour les mois d'hiver (canciones para los meses de invierno). Durante casi diez años, la pianista y tecladista de jazz Julie Lamontagne ha sido la directora de orquesta de la cantante.
2011
Trabaja en el proyecto de un nuevo disco destinado al público de ambos continentes. “Tengo lo mejor de dos mundos, la efervescencia parisina y mi hogar. Allí (en Québec) es otra dimensión", había comentado alguna vez
. "Estoy en la búsqueda de mi próximo repertorio, las canciones deben constituir un universo en común”.
Gira europea en la primavera boreal.

## Vida personal
Reside con su familia en Montreal, cerca del río San Lorenzo porque, según dice, la proximidad del agua le permite soñar, evadirse de la vida doméstica, proyectarse más allá e imaginarse al borde del mar.
El 20 de octubre de 2008, trajo al mundo un niño a quien nombrará Marcus, nacido de su unión con su compañero y productor Marc-André Chicoine. El pequeño la acompañará a todas partes, incluso en sus giras por Europa “le entrego exactamente lo que un hijo necesita, no soy una persona inmoderada y, puesto que recibo enormes cantidades de regalos para él, los comparto con los demás, donándolos. Vivo muy confortablemente pero no de una manera opulenta y ostentosa”.
Dispone, por otra parte de un apartamento-atelier, reservado para las reuniones profesionales, entrevistas y para sus allegados “mi sobrino y mi sobrina se divierten bastante aquí”, equipado con muebles y objetos que Boulay ha reunido a lo largo de su vida, algunos de los cuales portan en sí su historia de tiempos difíciles, una gran mesa que ha pagado laboriosamente a lo largo de muchos meses, por ejemplo, o el sillón que adquirió con la herencia de su padre y que no piensa abandonar jamás, en fin, objetos de su vida anterior y de los cuales no ha querido desprenderse, discos, libros, cuadernos, suvenires, perfumes, cuadros y fotografías de personas apreciadas sobre las paredes. “Este lugar sirve a mis desbordamientos, a todo aquello que podría ser molesto para los demás. Puedo ser capaz de vivir en pareja en la medida de que disponga de un refugio para enfrentar mis tormentos”.
Mientras que otros cantantes aspiran a la celebridad en todo el planeta, Boulay refiere Archivado el 22 de enero de 2012 en Wayback Machine. que para ella su sueño es cantar hasta la edad de Juliette Grecó.

## Incursiones como actriz
En 2006, participa en la comedia Le Cœur a ses raisons (el corazón tiene sus razones), parodia de shows a la estadounidense. Aparece en dos episodios junto a Marc Labrèche y Anne Dorval, interpretando el personaje de Googie McPherson, una azafata apasionada.

## Actitud solidaria
2000 - Comienza a colaborar con la organización Opération Enfant soleil, que recauda fondos para brindar asistencia pediátrica en Canadá.
2000  - Concierto a beneficio de la Fundación Marie-Vincent de Quebec contra el abuso sexual de los niños en el mundo, recaudando 100 000 dólares canadienses.
2001, 2002 y 2005 - Participa de Les Enfoirés, espectáculo anual que reúne a intérpretes famosos con el objetivo de reunir fondos para la obra Restaurantes del corazón, que entrega alimentos al sector más carenciado de la población francesa.
2004 - Participa junto con otros numerosos artistas en el palacio del Congreso, en París, de la gala en beneficio de la Liga contra el Cáncer en coincidencia con el festejo de los 80 años de Charles Aznavour.
2004 - En la velada "Cantemos juntos contra el SIDA" interpreta “Tout au bout de nous peines” en dúo con Hallyday.
2005 - Canta en dúo con Johnny Hallyday, junto con otros numerosos artistas, para el álbum “Solidarité Asie” en beneficio de las víctimas del tsunami que devastara Indonesia.
2011 - Colaboradora, junto con otros artistas y personalidades, en la subasta en beneficio de la Fundación Amistad sin Fronteras Canadá-Haití.
2011 - Concierto a beneficio de la organización "Saguenay en neige" (Saguenay en nieve).

## Comentarios sobre su voz
Isabelle Boulay en concierto, una voz cálida venida del frío.
« El 24 de octubre pasado, en cartelera, un concierto de Isabelle Boulay en Cannet. Me decido a dirigirme allí, desconociendo todavía las sorpresas que me iba a deparar esa tarde… todas las asientos de la sala La Palestre estaban ocupadas, primera buena señal (...) Aquella que comenzara su metier consiguiendo un papel en Starmanía y cantando en las primeras partes de los conciertos de artistas francófonos (Francis Cabral, Serge Lama, Patrick Bruel), ha sabido permanecer humilde, distendida ante el público que llegó para aplaudirla.
(…)
Isabelle Boulay reaparece sola en escena para cantarnos "apenas una última". Tras agradecer a todos los músicos y los técnicos, entona entonces un maravilloso "Amsterdam" a capela. Esta es la cuarta sorpresa de la noche. Cantar a capela es una hazaña. Es el equivalente de trabajar sin red para un acróbata. La voz es pura, sin efectos, sin música… es a este precio que uno se da cuenta de la calidad de voz de un artista. El resultado es sorprendente, la emoción está en su cumbre. El público escucha religiosamente cuando la increíble se produce…
He aquí que Isabelle, esta pequeña porción de mujer, (mide 1,55 m.), deja de lado el micrófono y continúa la canción sin equipo de sonido (es una técnica utilizada por Serge Lama, a quien ella admira). Es un logro fabuloso que acaba por alcanzar el éxito. Sólo con la potencia de su voz, ella mantiene vilo a la sala colmada. El público apenas se atreve respirar por temor a perder este gran momento de intimidad. Una ovación más que merecida califica esta magnífica interpretación de una de las más grandes canciones del repertorio francés. La noche termina bien… El concierto está terminado, el público regresa a su casa. La emoción pasó, la misión de Isabelle Boulay está plenamente cumplida…»
Concierto de Isabelle Boulay en Cannet (Costa Azul), Francia el 24 de octubre de 2002
Por Patrice B. 4/2/2002
AMB France

## Discografía

### Comentarios generales
Si, desde hace tiempo, esta canadiense representante de la región francoparlante de Gaspesie, es una artista muy reconocida en el aire de Quebec, esto es debido a su voz subyugante y a una interpretación incontrovertible. En una quincena de años, doce desde su primer álbum, Isabelle Boulay se ha convertido en una de las líderes de la canción suave, combinando la presencia de las grandes intérpretes románticas y la naturaleza de los adeptos a la música country. Los críticos y una gran parte del público no han dejado de subrayarle esta apreciación, incentivándola a abordar de frente este aspecto aún subestimado de la cultura musical. Y será esta una realidad desde la primavera boreal de 2007, mientras que realizaba “De retour à la source” (De regreso a la fuente), su octavo álbum de canciones cinceladas a medida para ella por colaboradores de larga data, tales como Daniel DeShaime, Zachary Richard, Paul Daraîche o Michel Rivard, quienes estaban allí reunidos con tándems tan diversos como Genevieve Binette y Damien Robitaille, Eloi Painchaud y Jorane, Louise Forestier y André Gagnon, imposibles de imaginar entre bastidores de otro vivac.
Pero habrá de ser por el mar más que por las praderas, por las rutas más que por las granjas, que esta dama se hará notar. Será, por otra parte, cerca de su casa en Petite-Vallée donde Isabelle lo intentará primera vez. En el Festival de canción de 1990 obtiene el premio a la mejor intérprete y reiterará el logro al año siguiente, contando apenas 19 años. Al participar en otros acontecimientos musicales de envergadura se distingue también como corista y aparece en la primera parte de los conciertos de André-Philippe Gagnon y más tarde en los de Claude Dubois. Realizará entonces algunos trabajos publicitarios y se unirá a una gira de espectáculos en compañía de Dan Bigras, con quien arribará a la grandiosidad de los escenarios de Quebec y del Nuevo Brunswick
Fascinada por la canción desde su infancia, Isabelle Boulay ha tenido la oportunidad de vivir en una familia que valoraba esta forma de expresión, particularmente en la compañía de una de sus tías, "Adrienne" que ha alimentado su inclinación por este arte y a quien la futura joven mujer habrá de dedicar su "Retorno a la fuente" (Retour a la source), años más tarde.
Isabelle Boulay propone su primer opus titulado "Fallait pas" (textual: No hacía falta, título de una de sus canciones) en la primavera 1996, con la complicidad de su compatriota Daniel DeShaime a quien le encomienda once de sus composiciones entre las cuales se destacan "Et mon coeur en prend plein la gueule" (Y mi corazón es ultrajado), "Tu n’as pas besoin"  (No tienes necesidad) y el éxito "Un peu d’innocence" (Un poco de inocencia) que él mismo había popularizado hacía algunos años. El autor asume también la realización de este primer álbum.
Dos años más tarde, para sus "États d’amour" (Estados de amor), se rodea de un equipo de autores y compositores más numeroso, apelando tanto a sus contemporáneos (Zazie, France D’Amour, Mario Peluso) como a los de la generación anterior ya reconocidos. Este nuevo álbum le permite imponerse más gracias a las canciones "Je t’oublierai, je t’oublierai", "Te olvidaré, te olvidaré", "N’oublie jamais", (no olvido nunca), "La lune" (La luna) y "Le saule" (El sauce).
En los albores de un nuevo siglo, Isabelle Boulay se afirma entre las intérpretes más prometedoras de Quebec, y de ambos lados del Atlántico. Dotada de una personalidad entrañable y de un sentido artístico innegable, ha sabido imponerse tanto ante el gran público como entre los artistas de ambos continentes. Estos no se hacen rogar para reunirse con ella en dos fiestas especiales que les son dedicadas en el verano de 1999, en la edición montrealaiste de las FrancoFolies. Este acontecimiento es la fuente del álbum "Escenas de amor" que parece el invierno siguiente y donde trece canciones sobre un total de diecisiete se interpretarán en dúos. Entre las voces que testimonian así su complicidad para el momento de una canción, son destacables las de Michel Rivard, Zachary Richard, Laurence Jalbert, Claude Léveillée, Serge Lama y Francis Cabrel. Sería un error no mencionar también, entre los momentos más destacados de este registro, la reprís de la canción "Couleur café" (color café) de Serge Gainsbourg donde es el auditorio el que hace coro, de una manera que no puede ser más cálida.
La aparición de "Mieux qu'ici-bas", (Mejor que aquí), en el verano de 2000, marca un verdadero hito en su carrera europea. Durante casi dos años, el álbum será uno de los cincuenta más vendidos en Francia y cruzará fácilmente la barrera del millón de ejemplares. La artista que, en diciembre de 2000, ofrece su primer espectáculo parisino como solista en el Olympia, habrá de repetirlo en el Zénith menos de un año más tarde, en el mes de octubre siguiente. En la 16.ª entrega de los Victorias de la música, en febrero de 2001, Isabelle Boulay será consagrada revelación del año y "Mieux qu'ici-bas", recibe el Victoria al álbum revelación por delante de Garou, Alizée, Autour de Louise y Kereen Ann.
En Quebec, la cantante conservará el fervor de un sinnúmero de aficionados y fieles. En el marco de la fiesta anual de la Adisq (Asociación quebequense de la industria del disco, del espectáculo y del video), el voto del público la designa en cuatro ocasiones como intérprete femenina del año en 1999, 2000, 2001 y 2002. El año 2002 ve la publicación de dos nuevos álbumes: "Ses plus belles histoires" (sus más bellas historias) donde reinterpreta varios de los sucesos en apoyo de la campaña de recaudación de fondos para Leucan (Asociación de asistencia a niños con cáncer) y "Au moment d'être à vous" (en el momento de estar junto a ustedes). Este último es el registro en vivo de un espectáculo en la Sala canadiense Wilfrid Pelletier de la Plaza de las Artes, en abril de 2002, acompañada por la Orquesta Sinfónica de Montreal, Isabelle canta allí esos “touches” de corazón de entre el repertorio de sus autores preferidos, tanto de la América boreal como europeos.
El encuentro con Johnny Hallyday, monumento del pop francés, la lleva a compartir el escenario del ídolo en varias ocasiones, experiencia que Isabelle tendrá la oportunidad de repetir con artistas tan prestigiosos como Charles Aznavour, Gilbert Bécaud, Serge Reggiani, Eddy Mitchell o Henri Salvador.
La primavera de 2004 se caracteriza por la edición de "Tout un jour" (Todo un día) donde figuras como Daniel Bélanger, Louise Forestier, Pascal Obispo, Étienne Roda-Gil, Daniel Seff y Didier Golemanas se añaden a su lista ya impresionante de colaboradores. En 2005, será designada como la artista más destacada en el extranjero, además de obtener el Félix al Espectáculo del Año para una intérprete.
Un primer paso para oficializar su interés por la canción country se manifiesta en las FrancoFolies de Montreal, en 2006. Isabelle comparte entonces la escena con figuras legendarias como Renée Martel, Paul Daraîche o Stephen Faulkner. Sin embargo habrá que esperar todavía cerca de un año antes de que aparezca "De retour à la source" (De regreso a las fuentes), su álbum de baladas countrys realizado por Rick Haworth, con el soporte de Sylvain Clavette, Mario Légaré, Christian Péloquin y Bob Stagg, entre otros colaboradores. Aunque la coloración es muy de su continente, el contenido de las melodías no se aleja tan categóricamente de aquellas a las que nos tiene acostumbrados la artista.
Dada la gran difusión y las expectativas planteadas en el momento del lanzamiento, los aficionados de country-rock y los seguidores de yodell estarían sin duda un poco desconcertados por un álbum tal vez un tanto demasiado prudente, enraizado en cultura Honky Tonk. Se adivina sin embargo que las piezas como "Entre Matane et Baton Rouge", "Lui" (Él), "Mon village au bout du monde" (Mi aldea al cabo del mundo) lo mismo que la canción título (De regreso a las fuentes) son susceptibles de allanar el camino hacia las listas de preferencias de un amplio público. Afortunadamente, algunos títulos de su próximo álbum "Nos lendemains" (2008), "Nuestros días siguientes", que aparece menos de un año más tarde, recuerda que todo aquello que proyectara la imagen musical que hizo célebre a Isabelle conserva toda la fibra country con logros como "Juste une étoile" et "Justo una estrella" y sobre todo la pista que da nombre al álbum, una adaptación de una pieza de Ron Sexsmith. Sus aficionados tendrán también la sorpresa de encontrar un clásico de la música sudamericana,  "Cucurrucucu Paloma" y una canción en lengua italiana: "La appunamento".
Fuente: Québec info musique

### Comentario sobre el álbum “De retour à la source”
Isabelle Boulay, expresamente country y orgullosa de serlo.
En fin. De regreso a la fuente. El álbum que apetecíamos, deseábamos, esperábamos de ella desde su premio a la mejor interpretación en Granby, 1991. Su álbum country. El álbum que había dentro de ella desde la infancia, cuando entonaba Un verre sur la table, de Paul Daraîche, de pie en el musicmatch del restó de sus padres en Gaspésie y hacía llorar a todo el mundo. El álbum que el touch de yodel en su voz reclamaba, vibrante hasta en las grandes baladas europeas que la han consagradao estrella a través de toda la comunidad de habla francesa. El álbum de la pequeña Isabelle por la gran Boulay.
Transcurría 2005, poco después de la salida del CD-DVD de sus conciertos en el Olympia, Du temps pour toi. Me cruzó con Isabelle Boulay en un corredor de Radio-Canadá. Le digo al pasar que la pequeña secuencia al comienzo del DVD, cuando en la escalera de los bastidores de la mítica sala, canta sin ceremonias con sus músicos tres, cuatro de sus éxitos y reprises, la Rosie de Jackson Browne (adaptación Cabrel), Always On My Mind de Willie Nelson (¡versión Elvis!) y Un amour qui ne veut pas mourir (a la Renée Martel, ¡por supuesto!), hace muy completamente a mi felicidad y que yo hubiera hecho todo un disco. Me sonríe y me dice continuando su camino: "¡yo ya sé lo que a ti te gustaría! Ya lo haré un día...»
Entre paréntesis: ¡confianza, tenme confianza, mi pequeño hombrecito, como canta Michel Rivard, tú lo tendrás, ese álbum country que tu querrías que yo haga! Cuando le recuerdo su promesa, en el “Oficina de entrevistas” en el fondo del corredor de la mitad de piso ocupada por Audiogram en el mismo edificio que MusiquePlus en el centro de la ciudad, ella bromea. “Tendría que haber escrito en los agradecimientos que es para ti…” Yo enrojezco y bromeó también. No es evidentemente por mí que ella finalmente ha decidido el álbum country que yo esperaba desde que la he oído cantar el tema de Paul Daraîche en aquel espectáculo. Isabelle Boulay es una cantante country devenida estrella de la canción, esto se entiende en su exótico yodel tan típicamente Western que le viene de todos aquellos años pasados en el musicmatch del restó de sus padres en Gaspésie al responder a pedidos especiales. Esto se entiende en todos sus discos, en la mayoría de las canciones, Le Banc des délaissés, Jamais assez loin, Vole colombe.  Su álbum country todavía estaba en gestación, incluso cuando se apoyaba en Bruel o en Lama en sus discos de lealtad más europea. Faltaba solamente que surgiera un día para ser cierto. Expresamente caoutry y orgullosa de serlo. He aquí que ha aparecido, gracias a Dios.
Country sin concesión.
Como sea, siento que De retour à la source me ha sido destinado, en el mismo sentido en que ha sido destinado a ustedes y a mí y a todos aquellos que aman a la vez la música country, la canción popular y a Isabelle Boulay. Dedicado, más específicamente a «todas esas voces que me han arrullado en la mecedora a muelles en casa de mi tía Adrienne», escribió Isabelle en la última página del cuadernillo del CD, donde una foto nos la muestra de pequeña en cow-girl. “Es un guiño a mis padres, amigos y todos los miembros de mi familia, agrega, así como a los músicos con quienes canté de niña, que me han acompañado en los bares de la Gaspésie y a la costa norte, y a todas las personas del público que acordarán de la pequeña Isabelle”.
El hecho es que todos estarán satisfechos el martes. Aquellos que aman a Isabelle Boulay cantando a Bruel también. Toda Europa francófona, Quebec entero. Cuestión de adecuación. Este disco, es ella. "Es mi fibra, es lo más profundo de mí. La gran canción francesa, las canciones federacionistas eso forma también parte de mí, pero este disco no es una excepción en mi carrera. Es su corazón”. Ni paréntesis, ni recreación, ni indulgencia nostálgica. “Ya he comenzado a trabajar en mi próximo disco, con (el productor francés) Dominique Blanc-Francard.. Es todavía más. El country va a impregnar todo lo que seguirá, es claro. Es como un nuevo impulso. Este no es sólo la trama sonora de la película de mi infancia”.
La clave del asunto es que este álbum country está en su mayor parte compuesto de canciones originales. Canciones de Michel Rivard (Entre Matane et Baton Rouge, perfecto road-movie), de Éloi Painchaud y Jorane (irresistible Aller simple), de Geneviève Binette y Damien Robitaille (la canción título, vals “rural” muy Hank Williams en su género), entre otros notables sucesos, entre los que son destacables ampliamente los éxitos “federacionistas” firmados Plamondon-Cocciante (Je t'oublierai, je t'oublierai) o Basset-Langolff (La Lune). Buena decisión, se ha alejado de la primera intención del “proyecto country”, que consistía en un simple álbum de reprises de “standard” quebequés y estadounidenses en su tipo, demasiado cercano a los dos espectáculos de la «carta blanca» propuesta por Isabelle Boulay en las últimos FrancoFolies, donde había literalmente revisitado el repertorio de sus años formativos en compañía de los Paul Daraîche, Renée Martel, Stephen Faulkner, entre otros. Espectáculos que el álbum, dicho sea de paso, contiene algunos extractos bienvenidos, accesibles por el vínculo Opendisc.
“Hablando acerca del proyecto del álbum de reprises con Michel Rivard, Luc de Larochellière, yo les contaba sobre mi infancia a Saninte-Félicité, de mi tía Adrienne, y creo que me han escuchado profundamente porque no transcurrió mucho tiempo antes de recibir de su parte canciones que me reflejaban más que si las hubiese escrito yo misma. Cuando Luc me envió Adrienne, yo me sentí absolutamente conmovida. Era ella en canción. Feliz y plena de vida como ella lo era. De retour à la source, es realmente un retrato de mi realidad, de mi afirmación. La historia de una joven que ha seguido una guía durante cierto tiempo, y luego decidió hacer su camino sin supervisión. Y de escuchar su instinto. El álbum country, que pujaba realmente fuerte en dentro de mí. Como un bebé arribado a término”.
La belleza del asunto es que este álbum no es country a medias. Inmersión total. Dobros en todas partes, twang en todas partes, la pedal steel allí donde ustedes lo quieran (la intro de Mon village du bout du monde es orgiástica de pedal Steel). El sobresaliente Rick Haworth, músico completo, ha tenido a cargo la realización final del álbum country para Isabelle. Yesss!, exlama la bella “Con Rick, no hay límites” A la pedal Steel, era yo quien la volvía a pedir. A la harmónica Nashville, yo la quería todo el tiempo. ¡Le dije que me hiciera un disco como aquellos que mi tía Adrienne me hacía pasar, con etiqueta Bonanza! Estaba encantado: en sus comienzos, él estaba en la House Band de Bonanza! Rick ha sido esencial. Tengo el alma country, pero yo tenía necesidad de su cultura musical country, que es inmensa”.
También ha necesicitado a Suzette Rivest, su “amiga de infancia”, para que le sugiera dos de las tres únicas reprises del álbum. Nada de obviedades. “Ella es especial. Ella tiene 60 años, escucha tanto Radiohead como Nana Mouskouri. Me ha acercado Only Woman's Heart y Si j'étais perdue en un compacto. Sabía que esas canciones vendrían a buscarme”. Interesantes sugerencias, en efecto: la tierna balada Only Woman's Heart fue un éxito de la cantante country Mary Black en 1992, Si j'étais perdue es la adaptación por Claude Lemesle y Pierre Delanoë de If I needed you, canción desgarradora del lamentado Townes van Zandt.
«Todas estas canciones, en el fondo, hablan de las gentes que me rodeaban cuando yo era pequeña. Las mujeres golpeadas por sus maridos que venían a ocultarse con nosotros. Las chicanas de hotel, la desesperación, las penas de amor. Las cosas trágicas. No un poco trágicas. Trágicas. El muchacho que llega llorando porque su mujer acaba de suicidarse; incluso si tienes dos, tres años, tú comprendes que pasa algo grave. Eso estaba en mí, todas estas historias. Y aquí se desprenden. Y estoy orgullosa, he ido al encuentro con mi voluntad para expresar todo eso, me siento libre. Me he dado el permiso de hacer mi disco country, y luego las canciones me han caído encima. Como si procediesen de lo alto. En este tiempo, yo, yo creo en el buen Dios."
Por Sylvain Cormier
Fuente: Le Devoir
Crónica de Chansons Pour Les Mois D'Hiver (2009)
Aparte de Garou, ella es otra eminente representante de la canción quebequense que se dedica al portentoso ejercicio de hacer álbumes de remakes. La comparación se detiene allí, Isabelle Boulay no debe somenter a la crítica despiadada del género su personalidad, su técnica vocal, y su sensibilidad.
Canciones… no es un compendio de tonadas de Navidad, sino un catálogo de melodías para disfrutar junto al fuego, mientras en el exterior resuenan detestables acordes. Puesto en perspectiva folk por el productor Marc Pérusse, la selección se engalana con un único inédito: la canción-título (y primer sencillo de la selección), compuesta en compañía de Steve Marin, que ofrece un océano de suavidad algodonada, rica de recuerdos de esta joven mujer acerca de una infancia donde las motos de nieve se deslizan sobre improvisadas pistas.
Pero los muy ricos momentos de este convite se atavían principalmente con firmas prestigiosas. En efecto, son a su turno Julien Clerc (El patinador ), Françoise Hardy (La amistad ), Francis Cabrel (Fuera de temporada ), e incluso Jean-Pierre Ferland (Vuelvo entre nosotros) quienes han aportado su contribución para este programa melancólico y suave.
Es cierto que el placer está limitado a una visita guiada por tonadas inscriptas prácticamente en el inconsciente colectivo. Pero la discreción, el refinamiento y la elegancia de los arreglos, y la distinción de la interpretación, carece de afectación, sublimando el placer de esta colección de magdalenas de Proust. Si se puede expresar algunas reservas en cuanto a la versión en inglés en el texto del estándar country “Tennessee waltz” (no todo el mundo es Dolly Parton), uno no duradará inmediatamente en quitarse sus guantes para aplaudir la entrega de “Marie Noël”: Isabelle Boulay ofrece a la melodía bastante banal del éxito de Roch Voisine una estupenda segunda juventud.
Aquí rendimos, por último y modestamente, justicia a la nobleza de interpretación: Canciones para los meses de invierno, o cómo atravesar la escarcha, bien abrigado en compañía de una pelirroja resplandeciente.
Por Christian Larrède
Fuente: Music-Story.com
A continuación, un comentario de la gira de fines de 2001 "Comme ça me chante" (Así como me gusta), por Québec, desde agosto hasta fines de 2010 que Isabelle Boulay realizó en compañía de sus músicos Eric Sauviat, Michel Roy y Francis Covan bajo la dirección musical de Martin Bachant.
Isabelle Boulay en La Tulipe - El aliento íntimo de la América profunda
Ayer en velada nocturna en La Tulipe, Isabelle Boulay proponía la trama sonora de sus pequeños secretos: estas canciones trémulas que ella tal vez mantuviera en escondidas hasta este momento, o de otras piezas más conocidos, que incluyó como mejor le pareció oportuno. De ahí el título del espectáculo: Así como me gusta, que propone hasta el sábado por la noche.
Era la gaspesiana que sueña el tren de Shefferville, la quebequense, que se sumerge en un baño de raíces hasta Luisiana, la norteamericana que cierra los ojos y abre su corazón al Quebec profundo. Los caminos se confundían del norte al sur y la música hacía penetrar en todos esos mundos de una americana bien de aquí.
La voz amplia, ligeramente áspera e íntimamente poderosa, generaba quejido natural y la emoción pura con una mezcla de fuerza y de retención. Había también esa delicadeza, esa forma de mirar el cielo al cantar, de girar suavemente sobre sí misma entre dos couplets, de sentarse en una silla como en su cocina o sobre los peldaños de la escalinata de su casa..
Como si fuese la anfitriona, se permitía salir de su directorio.
Abre la velada a capela para instalar el clima de un concierto que durará casi dos horas sin entreacto. Isabelle Boulay en toda su pureza de un extremo a otro, con excelentes músicos que la harán viajar por todas las avenidas del folk y del country, con guitarras slides, a resonador o simplemente acústicas, o un violín y un acordeón que surfeará discretamente.
Apenas a la cuarta parte de los temas proceden de Chanson pour les mois d'hiver, su más reciente Opus, algunos otros del magnífico De retour à la source, desde folk con slide y mandolina al folk a secas, del country en baladas para las lágrimas con violín de entemano al rock con batería.
Se podía experimentar tanto el viento y polvo de la carretera como las palabras del amor mordaces de Desjardins a Bárbara. Era la gran Isabelle Boulay.
Por Yves Bernard
Source: www.ledevoir.com

### Sencillos
- 1996: J'enrage (Daniel Deshaime)
- 1998: Je t'oublierai, je t'oublierai (Luc Plamondon - Richard Cocciante)
- 1998: Le saule
- 1999: La lune (Christian Mistral, Mario Peluso)
- 1999: États d'amour (Roger Tabhra. France d'Amour)
- 2000: Parle-Moi (Kapler)
- 2000: Un jour ou l'autre (Marie-Florence Gros, Patrick Bruel)
- 2000: Quelques pleurs (Kapler)
- 2001: Jamais assez loin (Louise Forestier, Zachary Richard)
- 2001: Mieux qu'ici bas
- 2002: Sans toi (en concierto)
- 2003: Depuis le premier jour (de la película Séraphin: Un homme et *son péché)
- 2004: C'est quoi, c'est l'habitude
- 2004: Tout au bout de nos peines (junto a Johnny Hallyday)
- 2005: Une autre vie (Francis Cabrel - Thierry Chazelle)
- 2006: Du temps pour toi (en concierto)

### Álbumes
- 1995: Alys Robi
- 1996: Fallait pas
- 1998: États d'amour
- 2000: Scènes d'amour (En concierto)
- 2000: Mieux qu'ici bas
- 2002: Ses plus belles histoires
- 2002: Au moment d'être à vous (En concierto)
- 2004: Tout un jour
- 2005: Du temps pour toi  (En concierto)
- 2007: De retour à la source
- 2008: Nos lendemains
- 2009: Chansons pour les mois d'hiver
- 2011: Les grands espaces
- 2014: Merci Serge Reggiani

## Videografía
- 1996: J'enrage
- 1996: Un peu d'innoncence
- 1998: Le Saule
- 1998: Je t'oublierai, je t'oublierai
- 2000: Parle-moi
- 2000: Un jour ou l'autre
- 2001: Mieux qu'ici bas
- 2001: Sans toi
- 2001: Quelques pleurs
- 2004: C'est quoi, c'est l'habitude
- 2004: Une autre vie
- 2005: Tout au bout de nos peines
- 2008: Ton histoire
- 2008: Dieu des amours
- 2009: Chanson pour les mois d'hiver
- 2010: Tennessee Waltz
- 2010: Je reviens chez nous
- 2010: Le patineur
- 2010: Hors-Saison
- 2010: Feignez de dormir
- 2010: L'amitié
- 2010: Concert intime et album certifié or

Se pueden (ver) Archivado el 5 de marzo de 2016 en Wayback Machine. los videos en el Sitio Oficial.